# Thalassenchelys foliaceus
Thalassenchelys foliaceus är en fiskart som beskrevs av Castle och Raju, 1975. Thalassenchelys foliaceus ingår i släktet Thalassenchelys och familjen Chlopsidae. IUCN kategoriserar arten globalt som otillräckligt studerad. Inga underarter finns listade i Catalogue of Life.